# Murder Ballads
Ne doit pas être confondu avec Murder Ballad.
Albums de 
Nick Cave and the Bad Seeds
Let Love In
(1994) The Boatman's Call
(1997)
Murder Ballads est le neuvième album studio de Nick Cave and the Bad Seeds, paru en 1996. Comme le suggère son titre, cet album se compose de ballades centrées sur le thème du meurtre, genre de chanson populaire dans les pays anglo-saxons, qui évoque en détail des crimes passionnels et, souvent, leurs conséquences.
Lors d'une interview, Nick Cave expliqua l'objectif de  Murder Ballads : « Notre première intention était de réaliser un disque que personne n'aime, de ceux qui servent simplement à faire joli dans une collection, mais que l'on n'a jamais envie d'écouter ». De cet album sortia un tube, Where the Wild Roses Grow, en duo avec Kylie Minogue, et également (à un degré de succès moindre) Henry Lee en duo avec PJ Harvey. Cet album est peut-être moins provocateur que certains autres disques de Nick Cave, au point que le chanteur lui-même le considère comme une œuvre en marge dans sa discographie.
Le son peut sembler doux et mélodieux, mais les paroles sont assassines, sinistres, sombres, glauques parfois, et tout cela donne une ambiance quasi-apocalyptique. Le disque se termine sur un titre clin d'œil, réalisé en collaboration avec Shane MacGowan des Pogues - une reprise de Bob Dylan : Death Is Not The End.
Murder Ballads constitue à ce jour le plus grand succès commercial du groupe : le passage en boucle du clip de Where the Wild Roses Grow sur MTV ainsi que la collaboration de Kylie Minogue y a sans doute contribué.

## Liste des titres
Chansons écrites et composées par Nick Cave, sauf mention contraire.
1. Song of Joy (6:47)
2. Stagger Lee (5:15)
3. Henry Lee (3:58)
4. Lovely Creature (4:13)
5. Where the Wild Roses Grow (3:57)
6. The Curse of Millhaven (6:55)
7. The Kindness of Strangers (4:39)
8. Crow Jane (4:14)
9. O'Malley's Bar (14:28)
10. Death is not the End (4:26) (reprise de Bob Dylan)

## Les chansons
1. Song of Joy raconte l'histoire d'un homme dont la femme Joy et les trois enfants, Hilda, Hattie et Holly, sont assassinés. L'homme, ayant perdu tout ce qu'il aimait et chérissait, devient un vagabond. Dans la biographie de Nick Cave par Ian Johnston (Bad Seed), qui s'arrête à l'album précédent Let Love In, il est mentionné que Nick Cave travaillait sur une nouvelle chanson intitulée Red Right Hand II, parlant d'un homme qui tue ses trois enfants. Il est possible que Song of Joy soit cette même chanson sous une forme finalisée et, de fait, on trouve dans les paroles la phrase suivante : in my house he wrote "his red right hand", which I'm told is from Paradise Lost (dans ma maison il a écrit « sa main droite rougie », qu'on me dit issue du Paradis perdu). L'expression « his red right hand » est donc une citation du poète anglais du XVIIe siècle John Milton, comme il le mentionne dans la chanson, par ailleurs ; la chanson en contient plusieurs autres.
2. Stagger Lee est basée sur une chanson traditionnelle qui parle du meurtrier afro-américain du même nom (voir l'article Stagger Lee). Cette chanson, et l'histoire du meurtrier, est un titre maintes fois repris par les bluesmen tels John Lee Hooker, Wilson Pickett, Frank Hutchison) etc. Les paroles de la version de Nick Cave reprennent pour l'essentiel une transcription de cette chanson effectuée en 1967 et publiée en 1976 dans l'ouvrage The Life: The Lore and Folk Poetry of the Black Hustler : c'est en lisant ce livre près du studio qu'il vint à Nick Cave l'idée d'écrire sa version. Après une brève réunion pendant laquelle Martyn P. Casey a trouvé une ligne de basse en quelques minutes, la chanson fut arrangée et complétée et prête en 15 minutes plus ou moins[2].
3. Henry Lee est également basée sur une chanson traditionnelle, généralement connue sous le titre de Young Hunting. Elle raconte l'histoire d'une femme qui tue un homme parce qu'il refuse de l'aimer. Nick Cave la chante en duo avec PJ Harvey, la chanteuse de rock britannique avec laquelle il vivait une histoire d'amour à l'époque. Le clip de cette chanson n'est constitué que d'un seul plan fixe. (L'une des premières versions enregistrées est due à Dick Justice)
4. Lovely Creature raconte sur un mode onirique une histoire qui traite de l'amour trouvé puis perdu dans la mort.
5. Where the Wild Roses Grow, chantée en duo avec la chanteuse pop australienne Kylie Minogue, a connu un grand succès auprès du public. Nick Cave a déclaré qu'il s'était inspiré, pour les paroles de ce morceau, de la chanson traditionnelle Banks of the Roses. Where the Wild Roses Grow raconte l'histoire d'un homme qui fait la cour à une femme, puis qui la tue alors qu'ils sortent ensemble.
6. The Curse of Millhaven parle d'une jeune fille déséquilibrée du nom de Loretta, qui décrit la mort de divers habitants de la ville, insistant sur le fait que « toutes les créatures de Dieu doivent mourir » (« All God's creatures, they've all got to die ») qui n'est pas sans faire penser au titre All God's children, chanté sur la BO du film Faraway, so Close par Simon Bonney quelques années auparavant. On apprend ensuite qu'elle est en fait l'assassin. La chanson fait référence à la ville de Millhaven, créée par Peter Straub pour sa série de romans Blue Rose Murders. Nick Cave a indiqué avoir particulièrement apprécié La Gorge (The Throat).
7. Le morceau The Kindness of Strangers, dont le titre est probablement un jeu de mots qui renvoie à un ancien titre des Bad Seeds, Stranger than Kindness, parle d'une jeune fille du nom de Mary Bellows, qui prend la route pour voir la mer. En chemin, elle rencontre Richard Slade, mais elle lui demande de partir quand elle trouve une chambre. Se sentant seule, elle déverrouille la porte, et se fait assassiner (par Slade peut-être ; ce n'est pas explicitement formulé).
8. Crow Jane porte le même titre qu'une chanson de blues traditionnelle. La version de Nick Cave ne s'en inspire toutefois pas au-delà du titre lui-même. Ici, on comprend que Crow Jane subit un viol collectif ; elle se rend ensuite chez un armurier, y achète des armes, puis tue les vingt mineurs qui l'ont violée[3],[4].
9. Le morceau O'Malley's Bar, particulièrement long, parle d'un homme qui se rend dans un bar et y tue les habitants de la ville. Il est exalté et sexuellement excité par ce massacre, mais il est arrêté. Dans la voiture de police qui s'éloigne du bar, il se met à compter sur ses doigts le nombre de ses victimes. Sur la compilation B-Sides and Rarities, il existe une version en quatre parties, pour une durée totale de 17 minutes et 54 secondes.
10. Death Is Not the End est la reprise d'une chanson écrite et composée par Bob Dylan, parue sur l'album Down in the Groove en 1988. Y sont réunis plusieurs amis de Nick cave, chanteurs et musiciens : Nick Cave lui-même, Anita Lane, Kylie Minogue, PJ Harvey, Shane MacGowan, Thomas Wydler et Blixa Bargeld chantent chacun un couplet à tour de rôle. Ce morceau est le seul de l'album qui n'évoque aucun décès.

## Musiciens

### The Bad Seeds
- Nick Cave - chant (1,2,3,4,5,6,7,8,9,10), piano (1,5,8,9), orgue (1,2,4,6,10), orgue Hammond (1), coups de feu (2), arrangements cordes (5)
- Blixa Bargeld - guitare (1,2,3,4,5,6,7,8,10), cris (2), chant (10)
- Martyn P. Casey - basse (1,2,3,4,5,7,8)
- Mick Harvey - batterie (1), guitare (2,4,5,7,10), guitare acoustique (3,5), orgue (3), orgue éolien (4), chœurs (5), arrangements cordes (5), basse (6,9), orgue Hammond (8), ceinture métallique (8), percussions (9)
- Conway Savage - piano (2,3,4,7,10), chœurs (5), orgue (9)
- Jim Sclavunos - batterie (2,8), percussions (4,10), cloches (5), tambourin (6)
- Thomas Wydler - maracas (2), batterie (3,4,5,6,7,9,10), tambourin (8), chant (10)

### Invités
- PJ Harvey - Chant (3,10)
- Shane MacGowan - Chant (10)
- Anita Lane - pleurs (7), chant (10)
- Kylie Minogue - Chant (5,10)
- Hugo Race - guitare (6)
- Warren Ellis - violon (6), accordéon (6)
- Terry Edwards - cuivres (4)
- Katharine Blake - Chant additionnel (4)
- Jen Anderson - violon (5)
- Sue Simpson - violon (5)
- Kerran Coulter - alto (5)
- Helen Mountfort - violoncelle (5)
- Marielle Del Conte - Chant additionnel (7)
- Geraldine Johnston - Chant additionnel (8)
- Liz Corcoran - Chant additionnel (8)
- Brian Hooper - basse (10)

### «Moron Tabernacle Choir» surThe Curse Of Millhaven
Le « Moron Tabernacle Choir » est un jeu de mots sur le Chœur du Tabernacle mormon (Mormon Tabernacle Choir en anglais), « moron » signifiant « crétin » : il s'agit donc ici du Chœur du Tabernacle crétin.
- Nick Cave
- Martyn P. Casey
- Conway Savage
- Thomas Wydler
- Warren Ellis
- Brian Hooper
- Spencer P. Jones
- Dave Graney
- Katharine Blake
- Clare Moore
- Rowland S. Howard
- James Johnston
- Ian Johnston
- Geraldine Johnston
- Astrid Munday